# Григор Жабчев
Григор Костадинов Жабчев е български революционер, деец на Вътрешната македоно-одринска революционна организация.

## Биография
Роден е в 1882 година в кайлярското село Биралци, тогава в Османската империя, днес в Гърция. Посветен във ВМОРО в 1902 година от Тане Горничевски. Става четник на Тане Горничевски и на Дзоле Гергев, с когото участва в сражения в Илинденско-Преображенското въстание през лятото на 1903 година. След въстанието продължава да се занимава с революционна дейност и е участник в отпора срещу гръцката пропаганда.
На 22 април 1943 година, като жител на Битоля, подава молба за българска народна пенсия, която е одобрена и пенсията е отпусната от Министерския съвет на Царство България. В Свидетелството към пенсията пише: „През време на сръбското робство се е държал отрицателно към сръбската власт и не е заемал никаква държавна служба. Сега се проявява като добър българин“.